# Kosmata mlečnica
Kosmata mlečnica (znanstveno ime Lactarius torminosus) je gliva iz rodu mlečnic (Lactarius).

## Značilnosti
Klobuk meri 5-15 cm v premeru in je sprva izbočen z močno podvitim robom, pozneje pa postane sploščen in v sredini vdrt. Vsa površina je poraščena z rožnato oranžnimi dlačicami, ki visijo tudi z roba klobuka. Po zgornji strani klobuka se pojavljajo raznobarvni koncentrični kolobarji, ki pa niso vedno enako izraziti. Na prerezanih mestih izloča ta goba bel mleček, ki je ostrega pekočega okusa.
Lističi na spodnji strani klobuka so rožnato rumenkasti, tanki in gosti. Sprva so priraščeni k betu, pri starejših gobah pa poraščeni po betu.
Bet je visok od 2 do 6 cm in ima premer od 0,8 - 2 cm. Sprva je rožnato rumen, pozneje rjavkast, na površini pa ima nepravilne jamice enake barve. Sprva je poln, pozneje pa postane votel.
Meso je belkasto ali rožnato, krhko ter debelo in ima prijeten saden vonj.

## Razširjenost in življenjski prostor
V Evropi (najdemo jo tudi v Sloveniji) kosmata mlečnica raste na peščenih tleh, ob poteh v svetlih listnatih gozdovih, najpogosteje v brezovih, pogosto v čarovniških krogih. V Severni Ameriki je pogosta tudi v topolovih gozdovih. 

## Mikroskopske značilnosti
Trosni odtis je svetlo rožnato rumen. Trosi so elipsasti z ornamenti sestavljenimi iz bradavic in grebenov povezanih v mrežo in visokimi do 0,8μm. Trosi merijo 7,5–9,4 x 5,9–7,2 μm.

## Podobne vrste
- barjanska mlečnica (Lactarius pubescens) ima kosmat klobuk a je svetlejše skoraj bele barve ter ima bel trosni prah
- lešnikasta mlečnica (Lactarius mairei) ima ravno tako komat klobuk, a ne tako izrazito kolobarjast
- mekinasta mlečnica (Lactarius helvus) ima luskast klobuk in ne volnat oziroma vlaknat
- užitna sirovka (Lactarius deliciosus) ima kolobarje na klobuku, a ni kosmata in ima oranžen mleček

## Uporabnost
Surova je ta gobja vrsta strupena, tudi kuhana pa povzroča bruhanje in drisko. Kljub temu jo na Finskem, v Rusiji in nekaterih drugih državah Severne Evrope jedo, vendar jo pred uporabo več dni namakajo v vodi in prekuhavajo. Eden od načinov priprave je tudi siliranje (fermentiranje z mlečno kislino). Na Norveškem jo pražijo in mleto dodajajo v kavo.

## Galerija slik
- ilustracija
- klobuk
- rob klobuka, lističi in bet